# Fort-William et Rainy-River
Pour les articles homonymes, voir Fort William et Rainy River.
Fort-William et Rainy-River fut une circonscription électorale fédérale de l'Ontario, représentée de 1917 à 1925.
La circonscription de Fort-William et Rainy-River a été créée en 1914 d'une partie de Thunder-Bay et Rainy-River. Abolie en 1924, elle fut redistribuée parmi Fort-William.

## Géographie
En 1914, la circonscription de Fort-William et Rainy-River comprenait:
- Les parties sud des districts de Kenora, Rainy River et Thunder Bay

## Députés
1. 1917-1925 — Robert James Mansion, CON

- CON = Parti conservateur du Canada (ancien)